# Cladosporium algarum
Cladosporium algarum är en svampart som beskrevs av Cooke & Massee 1888. Cladosporium algarum ingår i släktet Cladosporium och familjen Davidiellaceae.   Inga underarter finns listade i Catalogue of Life.